# Thriambus idmon
Thriambus idmon är en insektsart som först beskrevs av Ronald Gordon Fennah 1958.  Thriambus idmon ingår i släktet Thriambus och familjen sporrstritar. Inga underarter finns listade i Catalogue of Life.